# Pambo Oko
Pambo Oko, ook wel Pambooko of Pamboko, is een plaats aan de Boven-Surinamerivier in Sipaliwini in Suriname.
Het ligt aan de linkeroever, met aan de overzijde het dorp Gingiston. Ter hoogte van deze dorpen bevindt zich een stroomversnelling (soela) in de rivier. Stroomafwaarts ligt Pokigron met de kade van Atjoni, vanwaaruit veel boten starten naar een bestemming stroomopwaarts.
In het dorp bevindt zich een school. De stroomvoorziening was geregeld met een generator. In februari 2022 werd gestart met een elektrificatieproject waarna het gebied voorzien zal zijn met 24 uur stroom per dag.